# Erklärung über die Verbrechen des Kommunismus

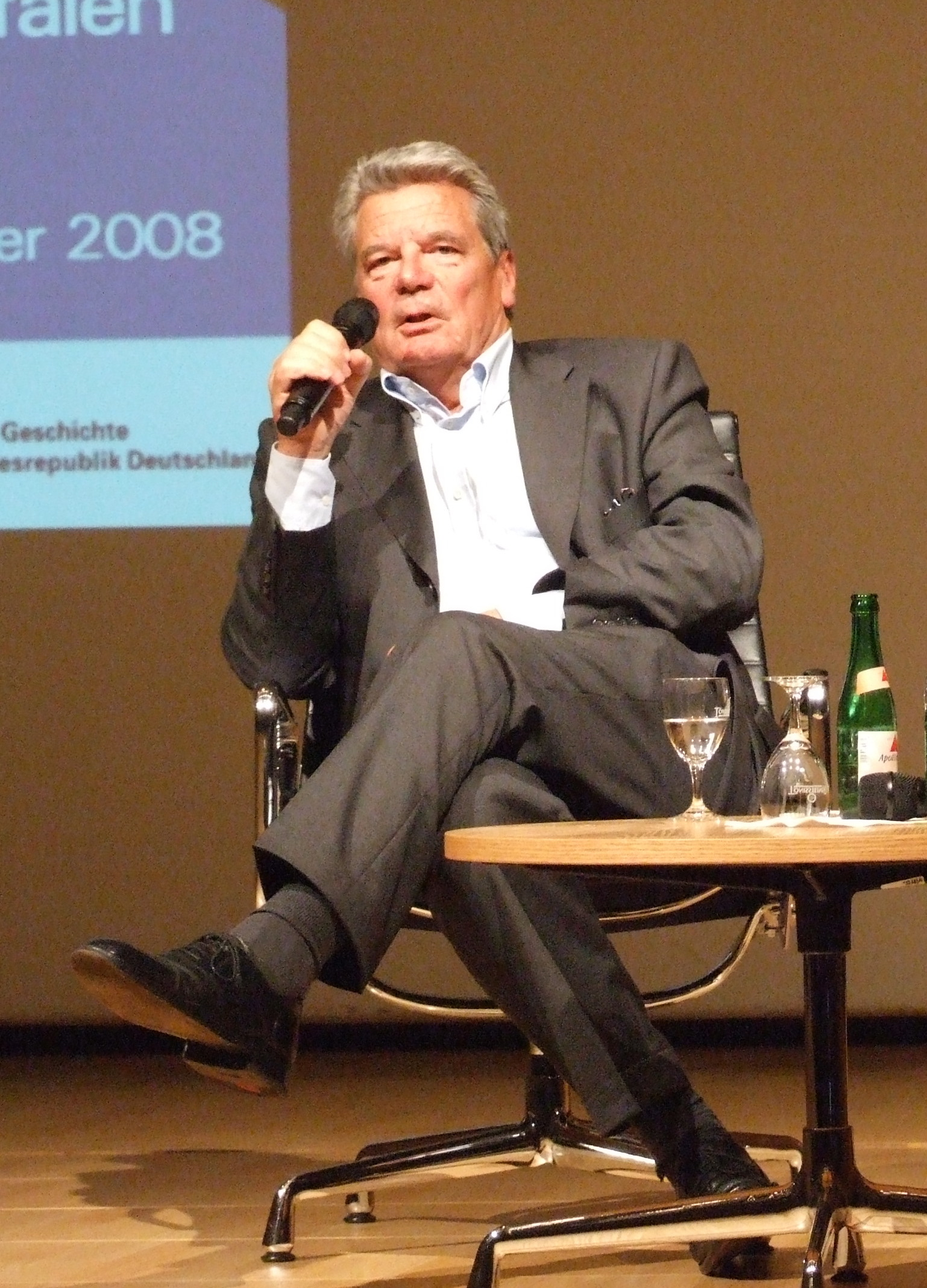
Erstunterzeichner Joachim Gauck

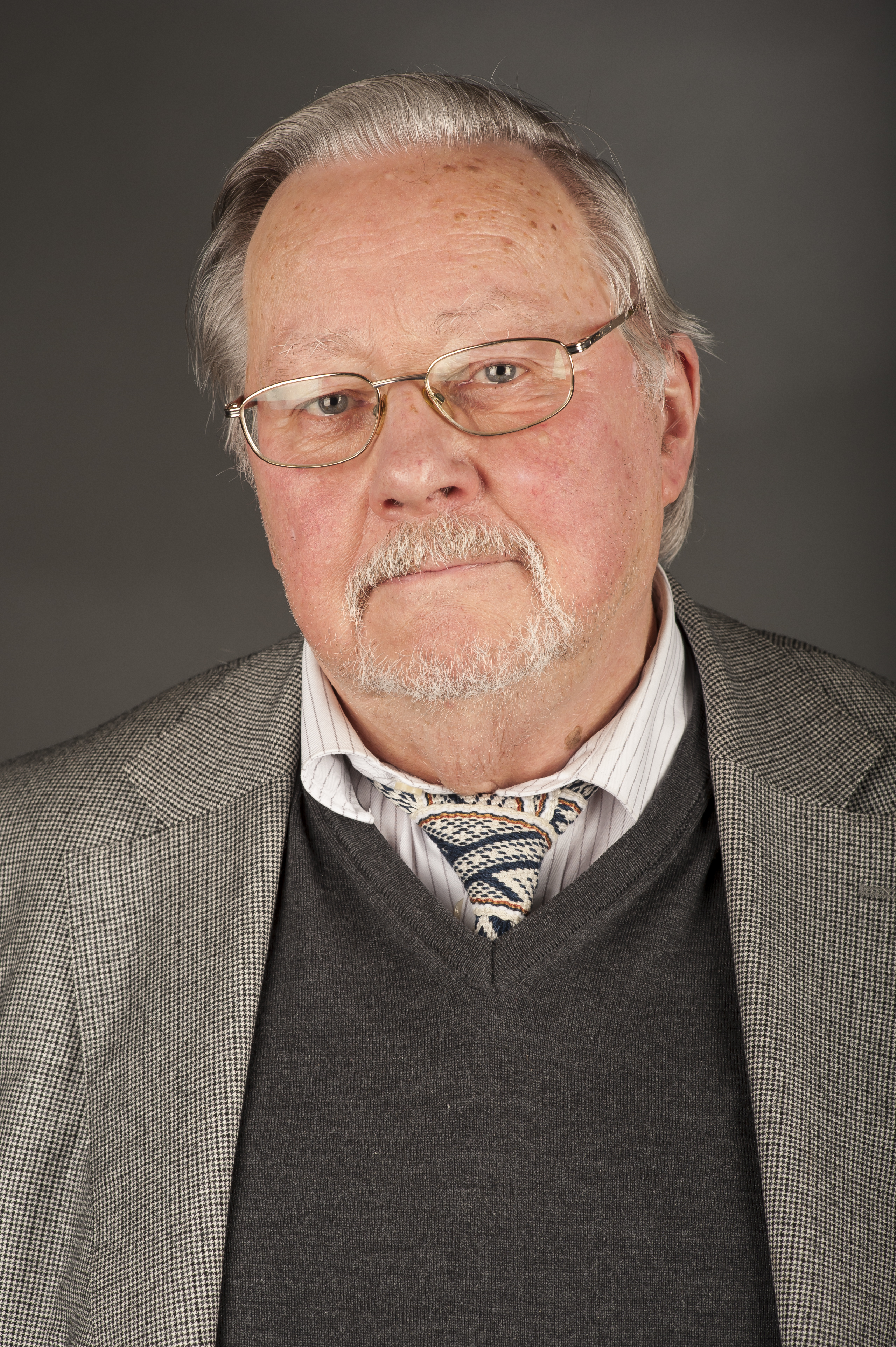
Erstunterzeichner Vytautas Landsbergis

Die Erklärung über die Verbrechen des Kommunismus ist eine Erklärung, unterzeichnet am 25. Februar 2010 von mehreren führenden europäischen Politikern, ehemaligen politischen Gefangenen, Menschenrechtlern und Historikern, die an der internationalen Konferenz „Verbrechen des Kommunismus“ in Prag teilnahmen.

## Inhalt
Sie fordert unter anderem mehr Unterricht über kommunistische Verbrechen, Strafverfolgung von kommunistischen Verbrechern durch die Schaffung eines internationalen Gerichts innerhalb der EU für die Verbrechen des Kommunismus, die Errichtung einer Gedenkstätte für die Opfer des Kommunismus (wie das amerikanische Denkmal für die Opfer des Kommunismus), und die Verringerung der Renten und Sozialleistungen für kommunistische Täter.
Martin Mejstřík formulierte u. a. die Forderung: „Genau wie die Verbrechen des Nationalsozialismus im Nürnberger Prozess müssen auch die kommunistischen Verbrechen gegen die Menschlichkeit von einem internationalen Tribunal verurteilt werden“. Der Kommunismus sei keine Philosophie, sondern eine verbrecherische Ideologie, so Mejstřík.

## Die Konferenz
Die Konferenz wurde durch das Institut für das Studium totalitärer Regime unter der Schirmherrschaft von Jan Fischer, Ministerpräsident der Tschechischen Republik, sowie Heidi Hautala, Vorsitzende des Unterausschusses für Menschenrechte des Europäischen Parlaments, und Göran Lindblad, Vizepräsident der PACE, organisiert. Die Kooperationspartner waren die Konrad-Adenauer-Stiftung, das Informationsbüro des Europäischen Parlaments, die Vertretung der Europäischen Kommission in der Tschechischen Republik, die Robert-Schuman-Stiftung und das Polnische Institut in Prag.

## Erstunterzeichner (Auswahl)
- Jiří Liška (ODS), Vizepräsident des Senats des Parlaments der Tschechischen Republik
- Harry Wu, Menschenrechtler
- Nikita W. Petrow, Vizepräsident von Memorial
- Heidi Hautala (Grüne), Vorsitzende des Menschenrechtsausschusses des Europäischen Parlaments
- Ivana Janů, Richterin am tschechischen Verfassungsgericht, ehemalige Richterin am Internationalen Strafgerichtshof für das ehemalige Jugoslawien
- Joachim Gauck, seit 2012 Bundespräsident (Deutschland) und ehemaliger Bundesbeauftragter für die Stasi-Unterlagen
- Vytautas Landsbergis, ehemaliger Staatsoberhaupt Litauens
- Göran Lindblad, Vizepräsident der Parlamentarischen Versammlung des Europarates
- Hubert Gehring, Direktor der Konrad-Adenauer-Stiftung in Prag
- Naděžda Kavalírová, Vorsitzende der Vereinigung der ehemaligen politischen Häftlinge der Tschechischen Republik
- Martin Mejstřík, ehemaliger Senator
- Pavel Žáček, Historiker und Direktor des Instituts für das Studium totalitärer Regime (Ústav pro studium totalitních režimů)
- Władysław Bułhak, Forschungsdirektor am Institut für Nationales Gedenken
- Wasil Kadrinow, Direktor des bulgarischen Hannah-Arendt-Zentrums
- Janos M. Rainer, Direktor des 1956-Instituts (Institute for the History of the 1956 Hungarian Revolution)
- Sjanon Pasnjak, belarussischer Oppositioneller
- Marius Oprea, Präsident des Institute for the Investigation of Communist Crimes in Romania
- Pavel Gregor, ehemaliger Chefermittler, UDV (Office for the Documentation and Investigation of Communist Crimes)
- Christoph Schaefgen, ehemaliger Generalstaatsanwalt für kommunistische Verbrechen im ehemaligen DDR
- Markus Pieper, Mitglied des Europäischen Parlaments